# Eduardo Rosales y Gallina
Eduardo Rosales Gallina (Madrid, 4 de novembre de 1836 - Madrid, 13 de setembre de 1873) va ser un pintor purista del segle xix espanyol.

## Vida
Fill segon d'un modest funcionari. Va estudiar al col·legi dels Escolapis i a l'Institut de San Isidro. Va ingressar el 1851 a l'Escola de San Fernando, on va ser alumne de Federico de Madrazo.
Va arribar a Roma l'octubre de 1857, pels seus propis mitjans i sense ajuda oficial, encara que més tard aconseguiria que li concedissin una pensió extraordinària. Es va unir al grup de pintors espanyols que es reunien al Cafè Greco (José Casado del Alisal, Dióscoro Puebla, Fortuny, etc.). Allà va començar a associar-se amb els cercles puristes natzarens, però aviat va abandonar aquesta tendència, en la qual va realitzar la seva primera obra d'importància, "Tobías i l'Àngel". A continuació es va interessar per un estil més realista, en el qual va realitzar la seva gran obra mestra, la Isabel la Catòlica dictant el seu testament, actualment al Museu del Prado. Va acudir amb ella a l'Exposició Universal de París de 1867 i després va tornar a Roma, on li va arribar un telegrama dels seus amics, el paisatgista Martín Rico i Raimundo de Madrazo que li van donar la notícia de l'èxit assolit pel seu quadre: primera medalla d'or per a estrangers. Li van concedir la Legió d'Honor.
Es va casar el 1868 amb la seva cosina Maximina Martínez Pedrosa, i va tenir dues filles de les que li va sobreviure una, Carlota. La més gran, Eloisa, morta al cap de poc després de néixer, apareix al quadre Primers passos. Per tal de millorar la seva salut, ja que estava malalt de tuberculosi, passava temporades a Panticosa. El 1869 torna definitivament de Roma i posa estudi a Madrid. Les dures crítiques que va rebre la seva obra La Mort de Lucrecia (1871) el van desanimar i no va tornar a pintar quadres de gran format.
El 1872, buscant un millor clima per a la seva salut afectada, es va dirigir a Múrcia. En proclamar-se la I República Espanyola, li van oferir diversos càrrecs com a director del Museu del Prado o de l'Acadèmia d'Espanya a Roma, que no va poder acceptar a causa del seu mal estat de salut, morint poc després.

## Obra

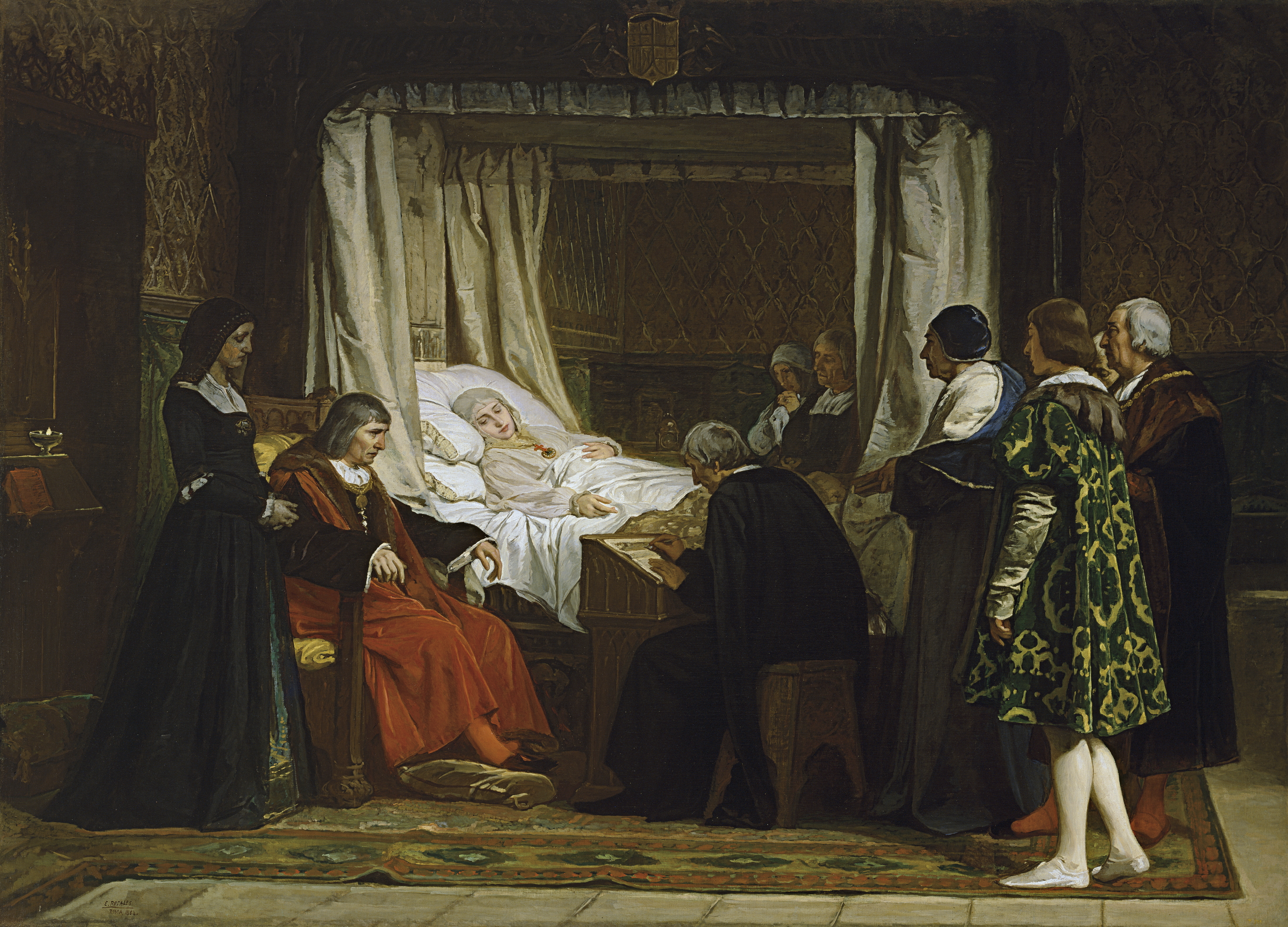
Eduardo Rosales Isabel la Catòlica dictant el seu testament, 1864, Museu del Prado

Va pintar aquarel·les, dibuixos i nombrosos retrats. La seva obra més coneguda és la de temàtica històrica. Les seves primeres obres són més aviat puristes, encara que posteriorment va desenvolupar una pintura més personal, amb una pinzellada solta i esbossada, inspirada a l'obra de Velázquez, tal com van reconèixer els seus primers crítics.
- Tobías i l'àngel, inacabat Museu del Prado.
- Pascuccia Museo del Prado.
- Angelo Museo Nacional de Artes Visuales, Montevideo, Uruguai. Aquesta obra es va considerar durant molts anys il·localitzada.
- Nena (1862), menció especial en l'Exposició Nacional de 1863, en col·lecció particular.
- Isabel la Catòlica dictant el seu testament, Museu del Prado, primera medalla en l'Exposició Nacional de 1864. És el seu primer gran quadre, la seva obra més coneguda, en la que va invertir més d'un any i mig.
- La muerte de Lucrecia Museo del Prado, el seu segon gran quadre històric, la realització del qual li va dur tres anys. Presentat a l'Exposició de 1871, va obtenir la primera medalla.
- Doña Blanca de Navarra entregada al Captal del Buch (sin localizar).
- Senyora Blanca de Navarra lliurada al Captal del Buch (sense localitzar).
- Dona sortint del bany Museu del Prado.
- Retrat del violinista Pinelli Museu del Prado.
- Retrat de Conchita Serrano, filla del General Serrano, Museu del Prado (h 1872).

El 1922, va ser inaugurada, en honor seu, una gran estàtua, esculpida per Mateo Inurria, al Passeig d'Eduardo Rosales, a Madrid. El 1973, el Museu del Prado li va dedicar la primera exposició antològica dedicada per aquesta important institució a un pintor espanyol del segle xix.